# Stichting Engelenberg
Stichting Engelenberg was het oude stadsziekenhuis van Kampen. Het werd gebouwd in de periode 1911-1916 naar een ontwerp van Willem Kromhout. Het is het enige nog bestaande ziekenhuis van Kromhout. Het ziekenhuis werd vernoemd naar Christiaan Engelenberg.
Het symmetrisch opgezette gebouw heeft een sterk vooruitspringende middenpartij, gevolgd door een hoog opgetrokken bouwdeel met het uurwerk en twee rechthoekige ventilatietorens.
Het gebouw is gedecoreerd met reliëfwerk en glas in lood. Bij de uitbreiding van J.P. Kloos (van 1960 tot 1966) werd onder meer een nieuw hoofdingang gerealiseerd. Rondom het ziekenhuis bevond zich oorspronkelijk een tuin en een plantsoen aangelegd door L.A. Springer; het plantsoen is later vervangen door een parkeerplaats.
Het rijksmonument is geheel gerestaureerd en onderdeel van een verzorgingshuis.
In het Kamper ziekenhuis was prof. dr. Willem Kolff werkzaam. Kolff heeft hier in 1943 het eerste kunstmatige orgaan, de kunstnier, ontwikkeld. In 1950 verhuisde hij naar de Verenigde Staten, waar hij een eigen laboratorium kreeg voor de ontwikkeling van kunstmatige organen. Daar ontwikkelde hij onder andere het kunsthart en de hart-longmachine. Ook legde hij er de basis voor de kunstmatige vervanging van het oog, de draagbare kunstlong en de draagbare kunstnier.

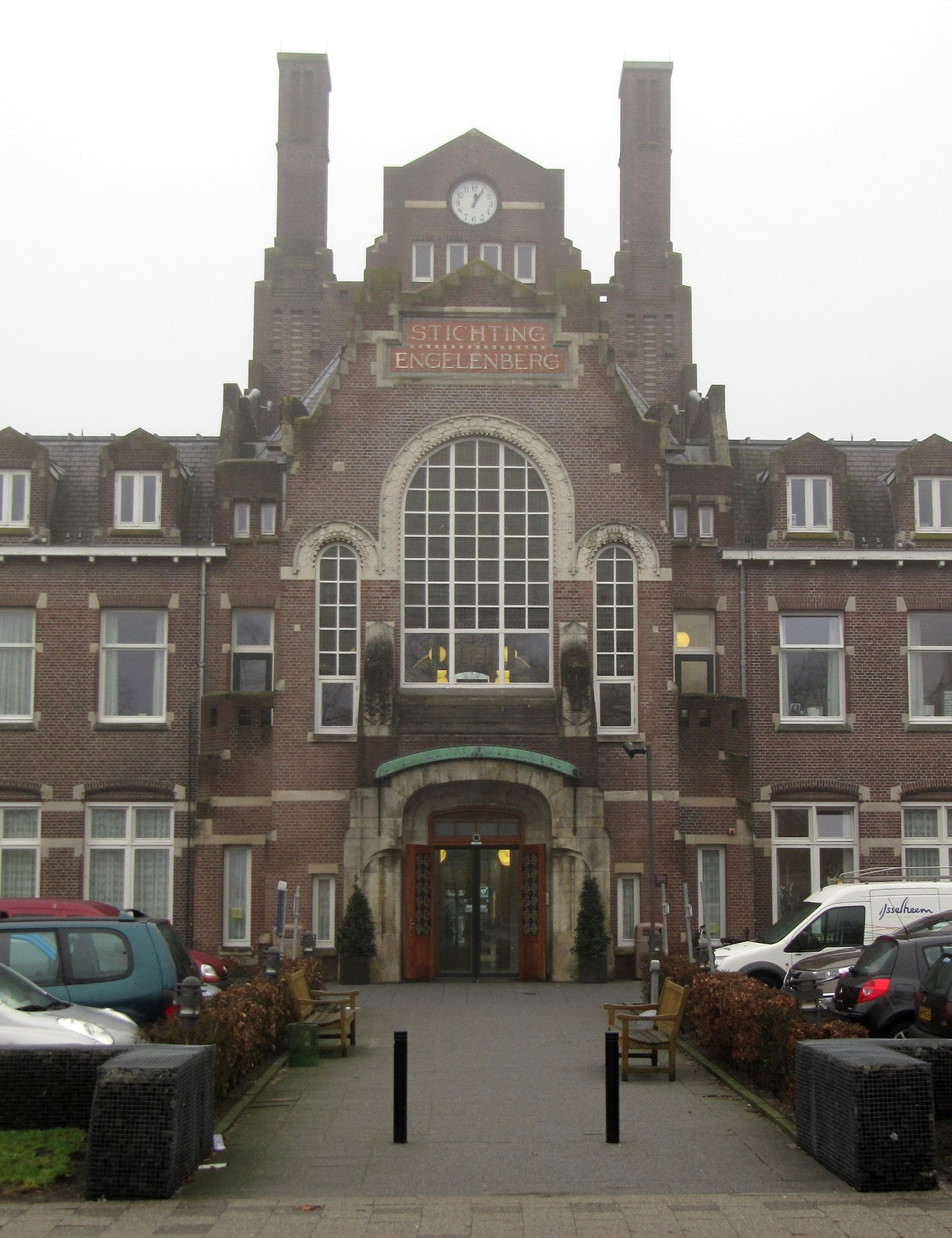
Ingang